# Finland op het Eurovisiesongfestival 2013

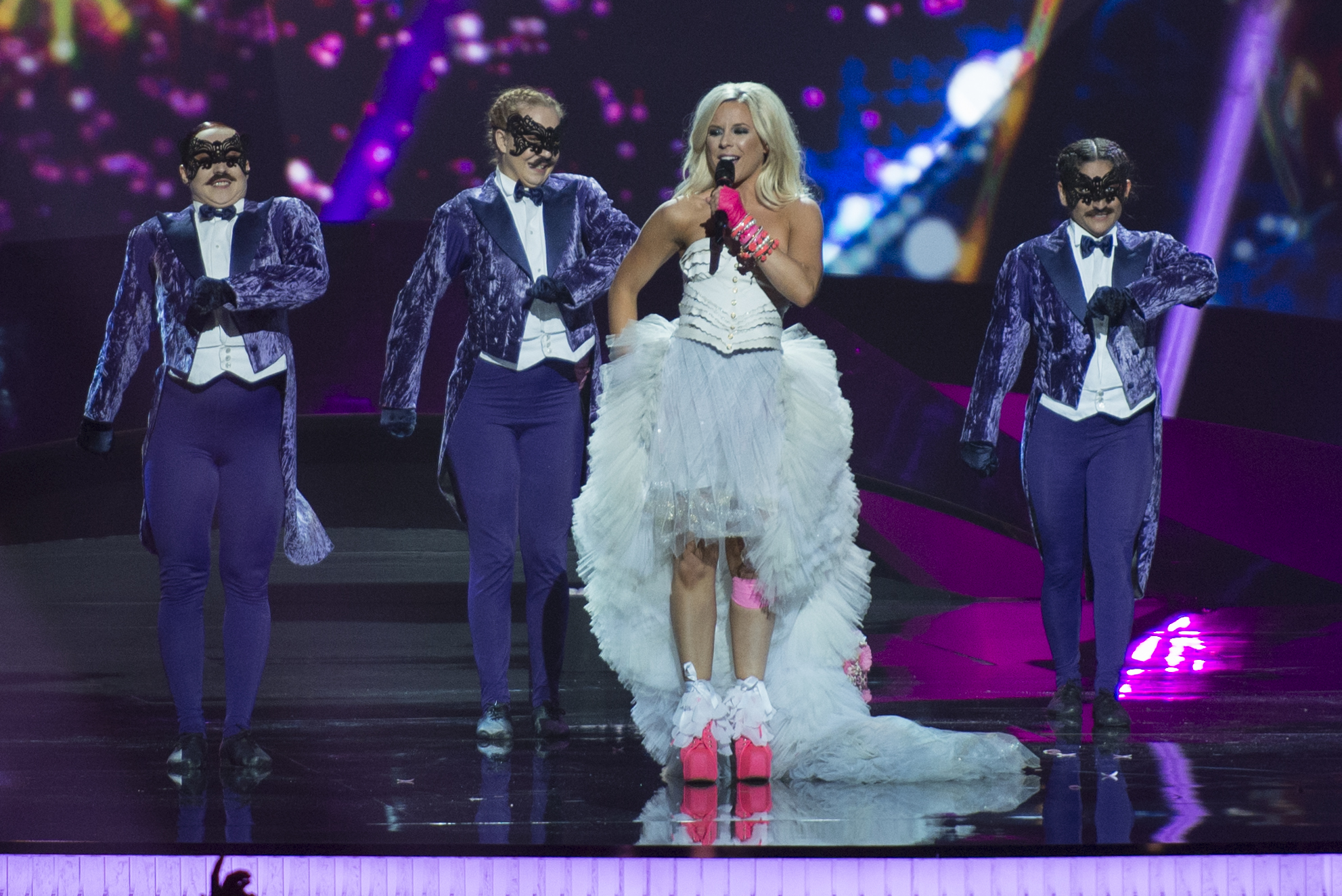
Krista Siegfrids tijdens een repetitie in Malmö

Finland nam deel aan het Eurovisiesongfestival 2013 in Malmö, in Zweden. Het was de 47ste deelname van het land op het Eurovisiesongfestival. Yle was verantwoordelijk voor de Finse bijdrage voor de editie van 2013. De zangeres Krista Siegfrids kwam in de finale in Malmö met het liedje Marry me niet verder dan de 24ste plaats.

## Selectieprocedure
Op 4 juni 2012 maakte de Finse openbare omroep bekend te zullen deelnemen aan het Eurovisiesongfestival 2013. Net als in 2012 heette de nationale voorronde Uuden Musiikin Kilpailu. Geïnteresseerden kregen van 3 tot en met 16 september 2012 de tijd om hun kandidatuur in te zenden. Elke artiest kon slechts één lied inzenden, componisten konden er meerdere opsturen. Zowel bij de componisten als bij de artiesten moest minstens één Fins staatsburger zitten. In totaal ontving Yle 460 inzendingen, een stijging in vergelijking met 2012.
Gedurende drie weken werden introductieshows uitgezonden op de nationale televisie, waarin de kandidaten zichzelf voorstelden. Vervolgens vonden twee voorrondes plaats, met telkens zes kandidaten. De beste twee mochten rechtstreeks naar de finale, terwijl de nummers drie tot en met vijf verdergingen naar de halve finale. Voor de laatste in elke voorronde zat het avontuur er onherroepelijk op. Uit de halve finale kwalificeerden vier van de zes acts zich voor de finale. Die nationale finale vond op zaterdag 9 februari 2013 plaats in de Barona Areena in Espoo. Presentatoren van dienst waren Anne Lainto en Ile Uusivuori. Uiteindelijk won Krista Siegfrids UMK 2013. Mikael Saari en Diandra eindigden respectievelijk op plaatsen twee en drie.

## Uuden Musiikin Kilpailu 2013

### Eerste voorronde
17 januari 2013
| Volgorde | Artiest          | Lied                   |
| -------- | ---------------- | ---------------------- |
| 1        | Iina Salin       | Last night             |
| 2        | Last Panda       | Saturday night forever |
| 3        | Mikael Saari     | We should be through   |
| 4        | Ilari Hämäläinen | Sytytä mut vaan        |
| 5        | Rautakoura       | Ilmalaivalla           |
| 6        | Diandra          | Colliding into you     |

### Tweede voorronde
24 januari 2013
| Volgorde | Artiest          | Lied                            |
| -------- | ---------------- | ------------------------------- |
| 1        | Atlético Kumpula | Paperilyhty                     |
| 2        | Krista Siegfrids | Marry me                        |
| 3        | Lucy Was Driving | Dancing all around the universe |
| 4        | Arion            | Lost in the woods               |
| 5        | Elina Orkoneva   | He's not my man                 |
| 6        | Great Wide North | Flags                           |

### Halve finale
31 januari 2013
| Volgorde | Artiest          | Lied                            |
| -------- | ---------------- | ------------------------------- |
| 1        | Last Panda       | Saturday night forever          |
| 2        | Elina Orkoneva   | He's not my man                 |
| 3        | Rautakoura       | Ilmalaivalla                    |
| 4        | Great Wide North | Flags                           |
| 5        | Iina Salin       | Last night                      |
| 6        | Lucy Was Driving | Dancing all around the universe |

### Finale
9 februari 2013
| Volgorde | Artiest          | Lied                            |
| -------- | ---------------- | ------------------------------- |
| 1        | Arion            | Lost in the woods               |
| 2        | Elina Orkoneva   | He's not my man                 |
| 3        | Lucy Was Driving | Dancing all around the universe |
| 4        | Krista Siegfrids | Marry me                        |
| 5        | Last Panda       | Saturday night forever          |
| 6        | Mikael Saari     | We should be through            |
| 7        | Great Wide North | Flags                           |
| 8        | Diandra          | Colliding into you              |

## In Malmö
Finland trad aan in de tweede halve finale op donderdag 16 mei 2013. Daarin werd het 9de, wat volstond voor een plaats in de finale. Daarin werd Finland 24ste.
1961 · 1962 · 1963 · 1964 · 1965 · 1966 · 1967 · 1968 · 1969 · 1970 · 1971 · 1972 · 1973 · 1974 · 1975 · 1976 · 1977 · 1978 · 1979 · 1980 · 1981 · 1982 · 1983 · 1984 · 1985 · 1986 · 1987 · 1988 · 1989 · 1990 · 1991 · 1992 · 1993 · 1994 · 1995 · 1996 · 1997 · 1998 · 1999 · 2000 · 2001 · 2002 · 2003 · 2004 · 2005 · 2006 · 2007 · 2008 · 2009 · 2010 · 2011 · 2012 · 2013 · 2014 · 2015 · 2016 · 2017 · 2018 · 2019 · 2020 · 2021 · 2022 · 2023 · 2024 · 2025
Albanië · Armenië · Azerbeidzjan · België · Bulgarije ·  Cyprus · Denemarken · Duitsland · Estland · Finland · Frankrijk · Georgië · Griekenland · Hongarije · Ierland · IJsland · Israël · Italië ·  Kroatië · Letland · Litouwen · Macedonië · Malta · Moldavië · Montenegro · Nederland · Noorwegen · Oekraïne · Oostenrijk · Roemenië · Rusland · San Marino · Servië · Slovenië · Spanje · Verenigd Koninkrijk · Wit-Rusland · Zweden · Zwitserland